# Банк Ямайки
Банк Ямайки (англ. Bank of Jamaika) — центральный банк Ямайки.

## История
В мае 1836 года был основан первый банк на территории острова — коммерческий Банк Ямайки (не имеющий отношения к современному Банку Ямайки), не выпускавший банкноты. Начавший операции в мае 1837 года Колониальный банк был первым банком, начавшим выпуск банкнот на Ямайке. Выпускали банкноты также: созданный в 1839 году и работавший до 1848 года Плантаторский банк, созданное в 1864 году и закрытое в 1865 году ямайское отделение Лондонского и колониального банка. К 1865 году монопольное положение занял Колониальный банк, влившийся в 1925 году в состав Барклайз банка (доминионов, колоний и заморских территорий).
В конце XIX века начали открываться филиалы канадских банков. Первым в августе 1889 года открылся филиал Банка Новой Скоттии, начавший выпуск банкнот в 1900 году. Отделение Королевского канадского банка открыто в 1911 году, Канадского имперского коммерческого банка — в 1920 году. Эти банки также выпускали свои банкноты.
В 1920 году выпущены первые бумажные денежные знаки правительства Ямайки. В 1939 году создан Валютный совет (Currency Board), в 1953 году ему передано право эмиссии.
В 1960 году в качестве государственного центрального банка учреждён Банк Ямайки, которому передано право эмиссии. Банк начал операции 1 мая 1961 года.